# آبشار نعل اسب
آبشار نعل اسبی که به آبشار کانادایی نیز معروف می‌باشد آبشاری در رودخانه نیاگارا می‌باشد. دو سوم آبشار در استان انتاریو در کشور کانادا و یک سوم آن در ایالت نیویورک در آمریکا واقع شده‌است.

## نگارخانه

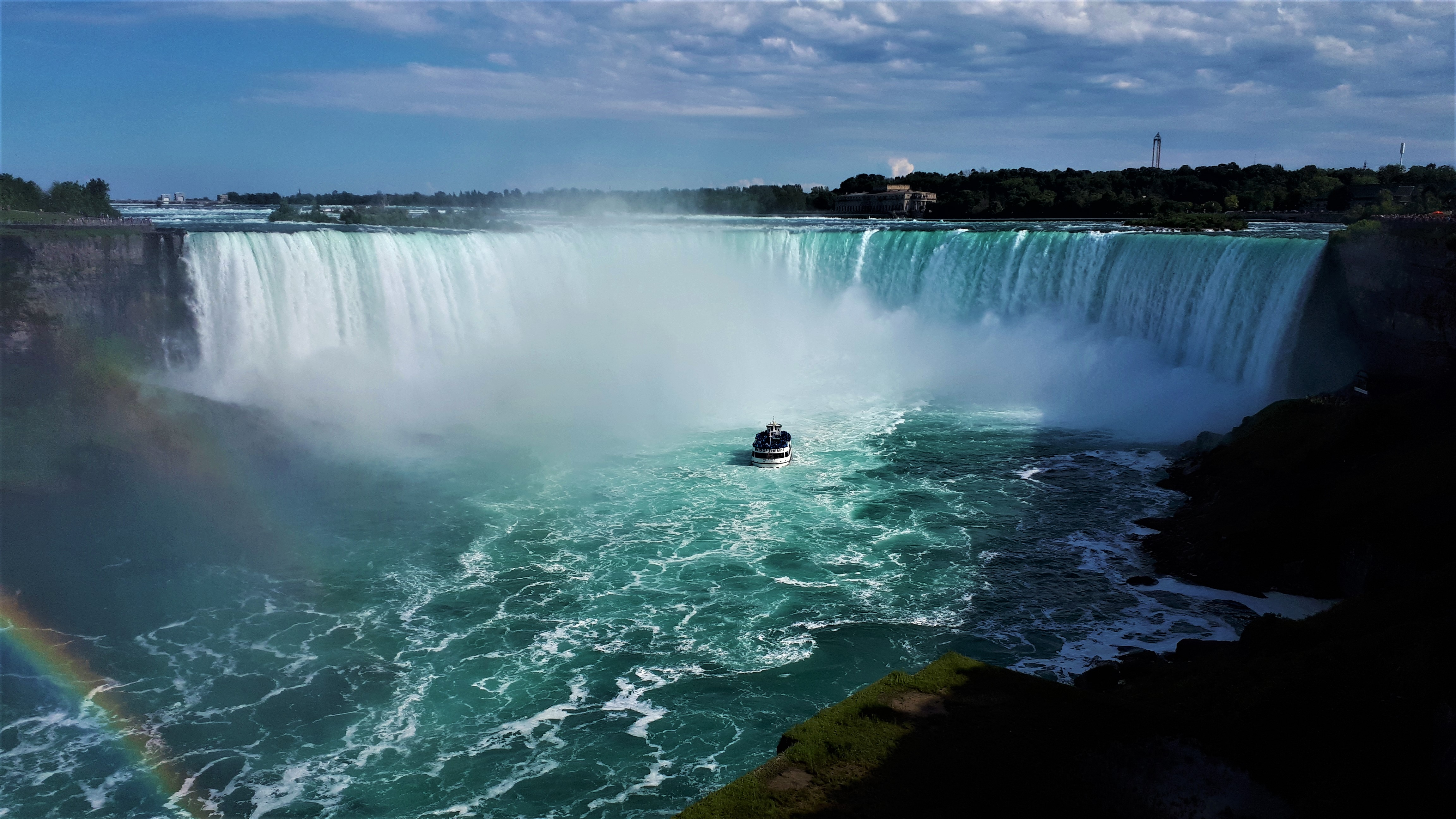
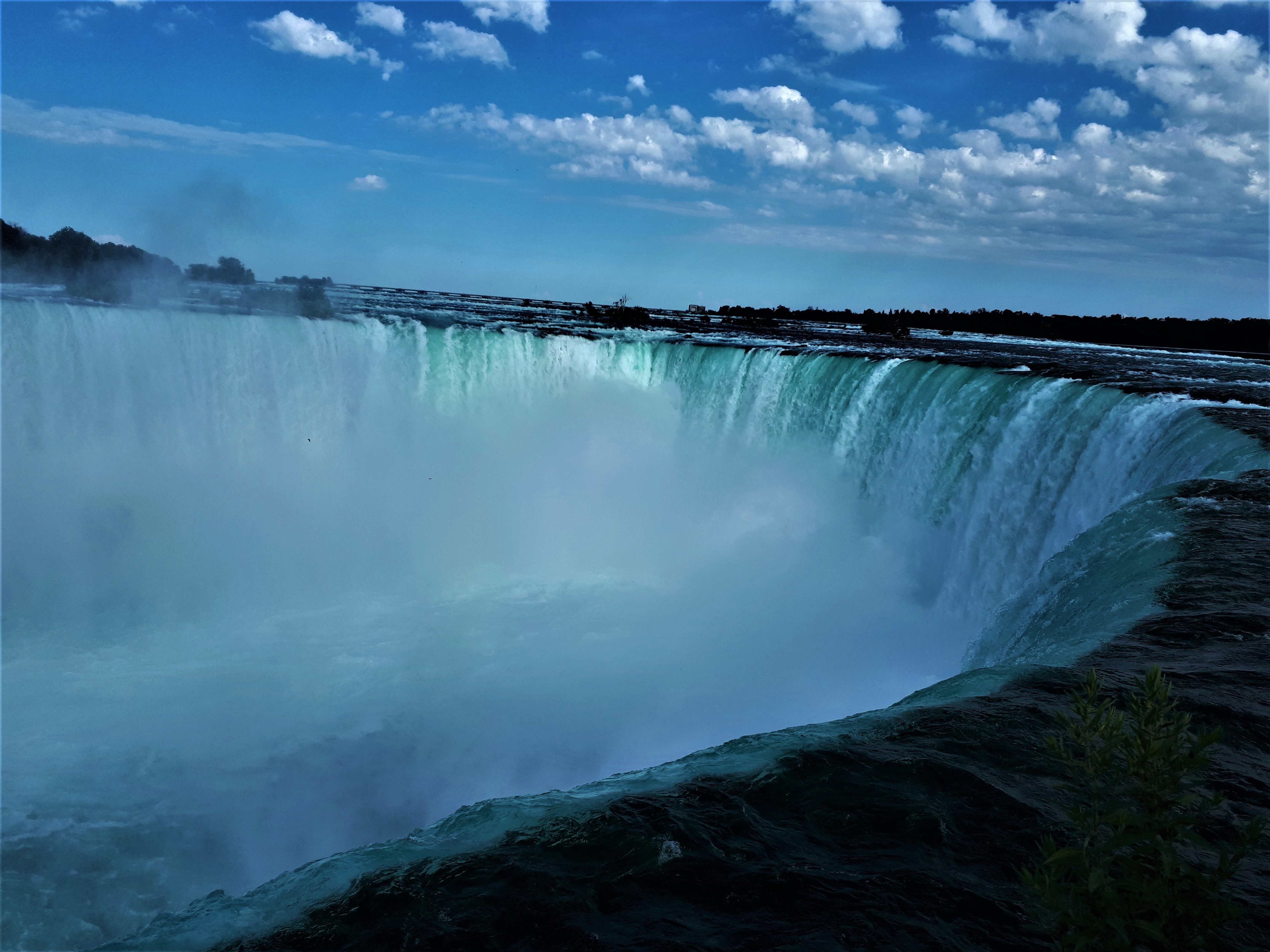